# Tortues à l'infini
Pour l’article homonyme, voir Des tortues jusqu'en bas.
Tortues à l'infini (titre original : Turtles All the Way Down) est le septième roman de l'auteur américain John Green, publié le 10 octobre 2017 par Dutton Books et traduit en français par Catherine Giberet publié aux éditions Gallimard Jeunesse. Sa publication avait été annoncée durant le VidCon 2017. C'est son premier roman depuis Nos étoiles contraires sorti en 2012.

## Résumé[1]
Aza Holmes, lycéenne de 16 ans souffrant d'anxiété et de troubles obsessionnels compulsifs qui la contraignent à vivre dans une peur constante de contracter une infection, ne peut s'empêcher d'enquêter avec son amie Daisy lorsque Russell Pickett, milliardaire en état d'arrestation pour corruption et père de son ami d'enfance Davis, disparaît. Cent mille dollars de récompense, ce n'est pas rien ! Noyée sous ses pensées intrusives, Aza, accompagnée de Daisy et Davis, fait alors la découverte de vérités qui risquent de changer sa vie qu'elle peine déjà à contrôler.

## Personnages[2]
- Aza Holmes : 16 ans, elle vit seule avec sa mère depuis le décès de son père. Elle souffre d'une maladie mentale. Elle est effrayée par les bactéries et les maladies, et est décrite comme "étant prise dans la spirale vertigineuse de ses pensées obsessionnelles"[1]. L'idée d'une récompense de cent mille dollars[3] contre toute information à propos de Russell Pickett qui a disparu, pousse la jeune fille et sa meilleure amie à partir à la recherche du fils du disparu en question : Davis. Ce dernier étant un ami d'enfance de Aza. Au fur et à mesure des pages, les deux personnages vont tomber amoureux[4].
- Daisy : Meilleure amie de Aza, elle va l’accompagner dans son enquête. Elle est décrite comme extravertie et bavarde.
- Russell Pickett : Milliardaire qui a disparu et sur qui Aza mène l’enquête.
- Davis Pickett : Fils de Russell Pickett, il mène l’enquête auprès de Aza et Daisy après quelques chapitres. Se connaissant depuis un camp de vacances. Aza serait intéressée par lui[2].

## Distinctions[3]
- N°1 NEW YORK TIMES Bestseller
- N°1 WALL STREET JOURNAL Bestseller
- N°1 Bestseller International
- N°1 Indie Bestseller

- A NEW YORK TIMES : Livre Notable
- An NPR : Meilleur livre de l'année
- A TIME : Meilleur livre de l'année
- A SOUTHERN LIVING : Meilleur livre de l'année

- A BOOKLIST : choix des éditeurs
- A PUBLISHERS WEEKLY : Meilleur livre de l'année
- A SCHOOL LIBRARY JOURNAL : Meilleur livre de l'année
- A CHICAGO PUBLIC LIBRARY : Meilleur livre de l'année

- #1 Indie Next Pick
- An Amazon Best Book of the Year
- A Barnes & Noble Best Book of the Year

## Accueil critiques presses
Depuis l'annonce de sa publication, le roman était très attendu aussi bien des fans que de la presse.
A sa sortie, The New York Times le décrit comme un roman surprenant auquel il est facile de s'identifier. Le journal britannique The Guardian le présente comme un nouveau classique contemporain.
Le roman est aussi bien reçu par la critique francophone, Le Journal de Québec écrit qu'il s'agit d'un "roman qu’on ne dépose que très rarement et qu’on voudra ensuite conseiller à tous nos proches". Le Figaro parle quant à lui d'un "roman sophistiqué" et "abouti".
Le roman est une réussite qui a su capter les critiques.

## Adaptation cinématographique
En décembre 2017, John Green annonce une adaptation cinématographique, en collaboration avec Fox 2000 Pictures, le studio ayant réalisé Nos étoiles contraires et La Face cachée de Margo. En 2019, Hannah Marks est choisie pour réaliser le film. À la suite du rachat de la 21st Century Fox par Disney, la production du film est mise en pause. En Mars 2022, il est annoncé que la société de production New Line Cinema récupérait le projet qui sortirait en 2023 sur la plateforme HBO Max.
Les personnages principaux sont incarnés par Isabela Merced dans le rôle d'Aza Holmes, Cree Cicchino dans le rôle de Daisy Ramirez et Felix Mallard dans le rôle de Davis Pickett.